# Mexico op de Olympische Winterspelen 1928
Tijdens de Olympische Winterspelen van 1928, die in Sankt Moritz (Zwitserland) werden gehouden, nam Mexico voor de eerste keer deel.

## Deelnemers en resultaten

### Bobsleeën
| Olympiër                                            | Discipline  | Resultaat | Prestatie                                       |
| --------------------------------------------------- | ----------- | --------- | ----------------------------------------------- |
| L.M. Elizaga J. de Landa I. Diaz M. Casasus G. Diaz | 4/5-mansbob | 11e       | 3.27,6 1e run: 1.44,9 (16e) 2e run: 1.42,8 (8e) |

Argentinië · België · Canada · Duitsland · Estland · Finland · Frankrijk · Groot-Brittannië · Hongarije · Italië · Japan · Joegoslavië · Letland · Litouwen · Luxemburg · Mexico · Nederland · Noorwegen · Oostenrijk · Polen · Roemenië · Tsjecho-Slowakije · Verenigde Staten · Zweden · Zwitserland